# モラクセラ・カニス
モラクセラ・カニス（Moraxella canis）はプロテオバクテリア門ガンマプロテオバクテリア綱シュードモナス目モラクセラ科モラクセラ属の種の一つであり、グラム陰性、オキシダーゼ陽性細菌である。犬と猫の上気道細菌叢における共生細菌であり、スウェーデンにて犬の咬傷による創傷や、敗血症患者の潰瘍化した鎖骨上リンパ節から分離された。